# یواس‌اس کیرسارگ (سی‌وی-۳۳)
یواس‌اس کیرسارگ (سی‌وی-۳۳) (به انگلیسی: USS Kearsarge (CV-33)) یک کشتی بود که طول آن As built:
۸۸۸ فوت (۲۷۱ متر) overall بود. این کشتی در سال ۱۹۴۵ ساخته شد.